# Fri invandring
Fri invandring eller öppna gränser är en politisk åsikt som innebär att folk borde få migrera varthelst de vill, utan några substantiella gränser och barriärer. Även om det inte är samma sak som frihandel liknar koncepten varandra, och företräds båda av fri marknad-ekonomer som anser att nationalekonomi inte är ett nollsummespel och att fria marknader, enligt dem, är det bästa sättet att skapa ett rättvisare och mer balanserat ekonomiskt system, vilket därigenom ökar de allmänna ekonomiska förtjänsterna för alla berörda parter. Många libertarianer, liberaler, socialister och anarkister förespråkar fri invandring, oaktat de annars stora skillnaderna mellan de olika ideologierna. Från ett människorättsligt perspektiv kan fri invandring ses som ett komplement till artikel 13 i FN:s deklaration om de mänskliga rättigheterna:
1. Var och en har rätt att fritt förflytta sig och välja bostadsort inom varje stats gränser.
2. Var och en har rätt att lämna varje land, även sitt eget, och att återvända till sitt land.[3][4]

Argument mot fri invandring är oftast antingen kulturella eller nationalistiska, vilket vissa hävdar vara "xenofobi", alternativt argument som liknar de som används mot frihandel, såsom protektionism. Framförallt kan ett tillflöde av billig arbetskraft lätt deflatera löner för arbetare som redan är etablerade inom en specifik arbetsmarknad, och (åtminstone på kort sikt) ha en negativ påverkan på levnadsstandarden för de mer etablerade arbetarna. Andra kritiker är rädda att det skulle vara orättvist mot nuvarande hemägare om ett tillflöde av nya invånare drog ner egendomsvärdena och områdets attraktivitet snabbt, eller, å andra sidan, ökande efterfrågan på att bo i staden så mycket att hemägaren inte skulle lyckas betala de höjda skatterna från högre egendomsvärden. Frimarknadsekonomer tror dock att konkurrens är väsentligt i ett välmående ekonomiskt system, och att alla kortsiktiga negativa influenser på individuella ekonomiska faktorer som orsakas av fri invandring är mer än rättfärdigade av utsikterna till långsiktig tillväxt för ekonomin som helhet. Andra argument är exempelvis den allmänna påverkan på miljön, infrastruktur, befolkningstäthet, regeringskostnader och livskvalitén i allmänhet.

## Fri invandring och krig
Kaos i samband med krig kan leda till nedbrytandet av gränser och de facto leda till fri invandring. De naturliga försöken att fly från strid, eller fly en erövrande fiende, kan snabbt leda till miljoner flyktingar. Till och med när gränskontroller upprättats kan de övermannas av blott antalet människor. När de placerats i flyktingläger kan dessa motvilliga immigranter ta decennier på sig för att antingen återbördas eller neutraliseras i det nya landet. Så har fallet varit med bland annat palestinier i Jordanien. Kalla kriget innebar en paradoxal migrationssituation där kommuniststaterna ofta förbjöd emigration, medan den "fria världen" fritt tog emot avhoppare. Denna policy kvarstår för kubaner och hmongfolket, som båda tillåts vissa former av fri invandring till USA på grund av deras automatiska flyktingstatus.

## Fri invandring i olika länder

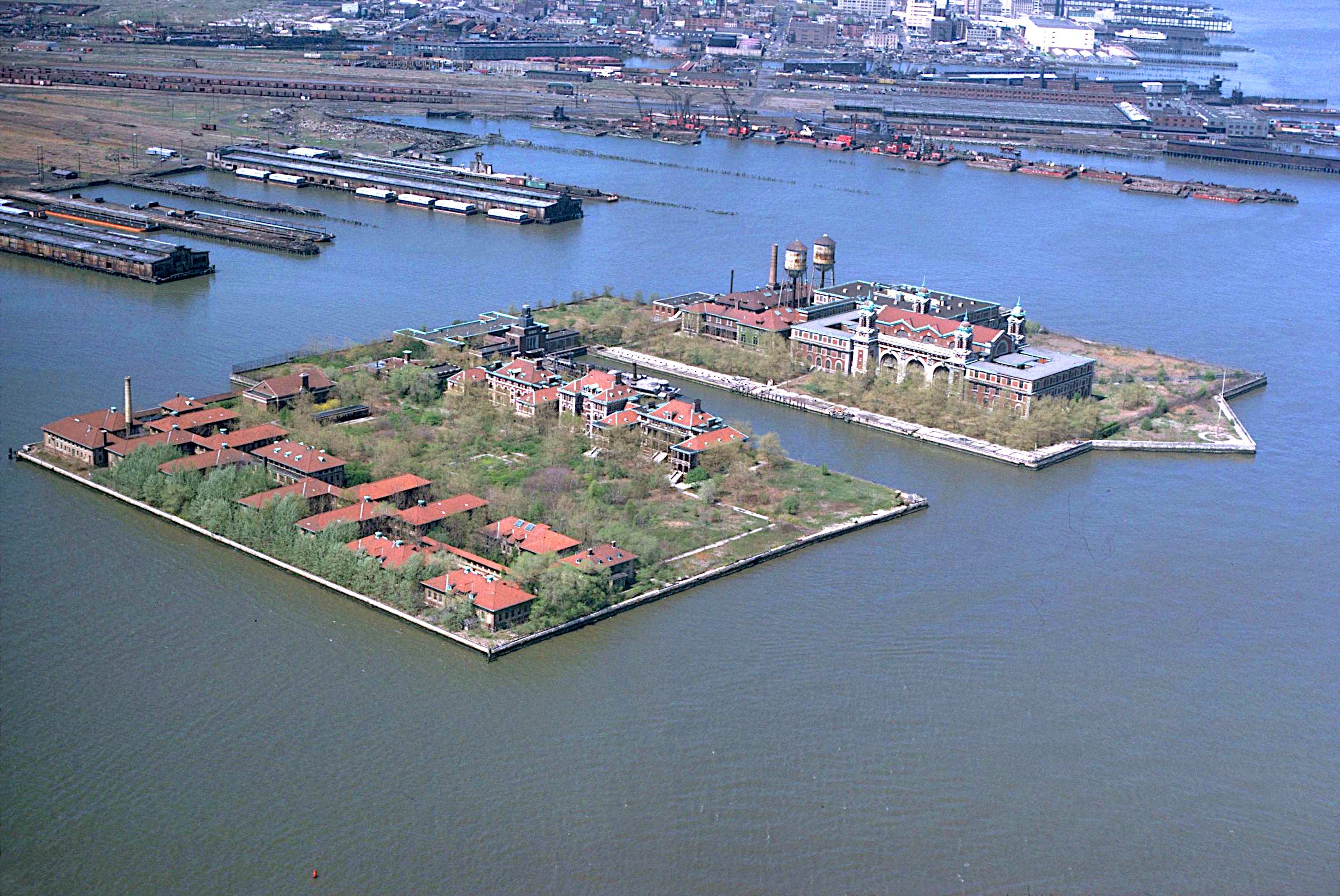
Invandringen till USA var från många länder nästan helt fri i många år.

Fram till 1900-talet hade USA och Kanada policier som tillät nästan helt fri invandring för européer. I 1924 års invandringslag upptog den amerikanska kongressen stränga invandringskontroller, framförallt för de som kom från utanför västra Europa. Dessa regler blev senare mer tillåtande i 1965 års invandringslag. I dag är fri invandring tillåten inom EU, Nordiska rådet, EFTA, EES, ECOWAS, OSS (med undantag och restriktioner) och i vissa bilaterala överenskommelser, som mellan Nya Zeeland och Australien.

## Anarkistisk syn
Anarkister är emot härskare och påtvingat politiskt monopol inom ett större geografiskt område, som Staten. Områden ägs direkt av individer. Därför skulle ett anarkistiskt samhälle inte ha några de facto bestämda gränser och då fri rörlighet in och ut ur områden så länge det inte bryter mot äganderätten. Ett anarkistiskt samhälle är därför för fri invandring.